# Elecciones provinciales de Argentina de 1994
En 1994 se realizaron elecciones en varias provincias Argentinas para elegir convencionales constituyentes para reformar las constituciones provinciales.

## Cronograma
| Distrito     | Fecha                | Consulta popular | Convencionales |
| ------------ | -------------------- | ---------------- | -------------- |
| Buenos Aires | 10 de abril de 1994  | No elige         | 138            |
| Buenos Aires | 2 de octubre de 1994 | Sí               | No elige       |
| Chaco        | 10 de abril de 1994  | Sí               | 32             |
| Chubut       | 10 de abril de 1994  | No elige         | 27             |
| La Pampa     | 10 de abril de 1994  | No elige         | 21             |
| Neuquén      | 20 de marzo de 1994  | Sí               | No elige       |
| Santa Cruz   | 10 de abril de 1994  | No elige         | 24             |

## Buenos Aires

### Convención Constituyente
Elección el 10 de abril. El Partido Justicialista obtuvo 65 convencionales, la Unión Cívica Radical 30, el Frente Grande 23, y el Movimiento por la Dignidad y la Independencia 20.

### Consulta popular
Plebiscito realizado el 2 de octubre para aprobar o no la modificación de la Constitución. El resultado fue un 60,8% a favor y un 39,2% en contra.

## Chaco

### Convención Constituyente
Elección el 10 de abril. Fueron electos los siguientes convencionales:
- Frente Justicialista (15):
  - Arístides Omar Ginesta
  - Florencio Tenev
  - Jacobo Rach
  - María Inés Fioravanti de Klees
  - Juan Manuel Pedrini
  - Elsa Pascuala López de Galcerán
  - Julio René Sotelo
  - Antonio Jesús Ramón Bosch
  - Gladis Hebe Barrios
  - Ireneo Antonio Quiroga
  - Víctor Hugo Mena
  - Ana del Carmen Abraham
  - Ítalo Amadeo Orso
  - Eduardo Fabio Colombo
  - Marta Elena Pereyra
- Unión Cívica Radical (9):
  - Carlos Guido Leunda
  - Leandro Hipólito Salom
  - Susana Cristina Kempel
  - José Luis Saquer
  - Daniel Javier Ruiz
  - Nélida María Prieto
  - Drago Grbavac
  - Fernando Luis Lavenas
  - Vilman Esther Goujon
- Acción Chaqueña (8):
  - Héctor Enríquez Tamburini
  - Rubén Galassi
  - Mónica Teresa Yedro
  - Jorge Agudo
  - Demetrio González
  - Estefanía Plantich
  - Antonio Canhan Besil
  - Carlos Alberto Alasia

### Consulta popular
Referéndum realizado el 10 de abril para aprobar o no la modificación del artículo 49 de la Constitución. La cláusula fue rechazada por el 56% del electorado.

## Chubut
Elección el 10 de abril. La Unión Cívica Radical obtuvo 16 de los 27 convencionales; el Partido Justicialista, el Partido Acción Chubutense, y el Frente Grande ganaron el resto de los convencionales.

## La Pampa
Elección el 10 de abril. Fueron electos los siguientes convencionales:
- Partido Justicialista (11):
  - Iris Margot Arteaga de Chávez
  - César Horacio Ballari
  - Luis Alberto Campo
  - Faustino Cisneros
  - Delia Inés Flores Camargo
  - Luis Alberto Galcerán
  - Santiago Raúl Guiliano
  - Elsa Labegorra de Lluch
  - Dolly Rasello de Masut
  - Carlos Sabarots Abdala
  - Jorge Enrique Thomas
- Unión Cívica Radical (6):
  - Lelia Esther Balza de Matilla
  - Edgardo Fresco
  - Miguel Ángel Gavazza
  - Carlos Alberto González
  - Eduardo Federico Kenny
  - Pedro José Salas
- Movimiento por la Dignidad y la Independencia (2):
  - Héctor Juan Aimaro
  - Jorge Froilán Schneider
- Frente Grande (1):
  - Raúl Celso D'Atri
- Convocatoria Independiente (1):
  - Ramón Turnes

## Neuquén
Elección el 20 de marzo. La enmienda para modificar la constitución fue ratificada por el 60% del electorado.

## Santa Cruz
Elección el 10 de abril. De los 24 convencionales que se eligieron, el Partido Justicialista obtuvo una mayoría, y la Unión Cívica Radical una minoría de bancas. El Partido Obrero obtuvo 2 convencionales.